# Продан (община Колония)
Продан (на албански: Prodan или Prodani) е село в Албания в община Колония, област Корча.

## География
Селото е разположено на 4 километра южно от град Ерсека, високо в югозападните склонове на планината Грамос.

## История
На Етнографската карта на Битолския вилает на Картографския институт в София от 1901 година Продин е чисто албанско мюсюлманско село в Корчанския санджак, каза Колония с 31 къщи.
При избухването на Балканската война в 1912 година един човек от Продан е доброволец в Македоно-одринското опълчение.
До 2015 година селото е част от община Ерсека.

## Личности
Родени в Продан
- Сотир Петров (1874 – ?), македоно-одрински опълченец, Нестроева рота на 4 битолска дружина[3]